# Mont Avic
El Mont Avic és una muntanya de 3.006 metres dels Alps de Graies, que es troba a la regió de la Vall d'Aosta (Itàlia).

## SOUISA
Segons la definició de la SOIUSA, el cim té la següent classificació:
- Gran part: Alps occidentals
- Gran sector: Alps del nord-oest
- Secció: Alps de Graies
- Subsecció: Massís del Gran Paradiso